# 猫田一金五郎の冒険
『猫田一金五郎の冒険』（ねこだいちきんごろうのぼうけん）は、とり・みきによる日本の漫画。様々な雑誌に読み切り作品として発表された漫画を集め、2003年に講談社から発行された。（ISBN 4-06-364515-0）。
探偵・猫田一金五郎が助手の小咄少年と共に謎に挑む、推理漫画の形をとっている。しかし実際は実験的なギャグに終始してストーリーが進まないことも多い。エピソードごとのタイトルに横溝正史作品のパロディが見られるほか、登場人物のレトロな服装が戦前・戦後の推理小説の雰囲気を漂わせている。単行本のカバーは光沢のない紙質に白黒2色で人物の胸像が描かれているだけであり、作品世界の雰囲気を補っている。収録作品中一番古いもので1992年初出の『犬家の一族』があり、本書中のセリフにも「じゅうねんかかって やっといっさつ（10年かかってやっと1冊）」と自己言及がある。

## 登場人物
猫田一金五郎（ねこだいち きんごろう）
本作の主人公。探偵。黒のスーツまたは、金田一耕助よろしくセルの袴にお釜帽と言ういでたちで登場することが多い。お釜帽を被って登場する際には帽子の縁の波線を、金魚鉢やランプシェードなど似た形状の物体に見立てたギャグを披露する。
小咄少年（こばなししょうねん）
猫田一金五郎の助手。こちらは『少年探偵団』から小林少年のパロディであり、坊主頭で詰襟の学生服を着ていることが多い。
怪人2001面相（かいじん2001めんそう）
世間を騒がせる怪盗。硬質なお面を顔に付け、黒フード付きの黒マントを羽織って登場する。
宮入警部（みやいりけいぶ）
警視庁の警部で、スーツを着ているが体全体が不定形。
一ツ橋（ひとつばし）
宮入警部の部下。
川森（かわもり）
宮入警部の部下。
これら登場人物は作者の他作品にもスターシステムで登場しており、特に警察関係者は役割が全く変わらない。

## 内容
- カブトムシの謎 - 表紙と見返しに掲載。
- 斜めすぎる屋敷の犯罪 - 折込で収録。全てのコマが平行四辺形に傾いている。
- 悶々島
- 小人探偵団〜西瓜喰い人形の秘密〜
- 犬家の一族
- 悪魔の蹴鞠歌
- 錯覚館の恐怖 - だまし絵、トリックアートを多用。
- 本人殺人事件
- 美容院坂の罪作りの馬 - ネームが京極夏彦との合作。一部のキャラクターデザインも京極が担当している。
- 猫田一金五郎のトリック・パズル - 読者挑戦型のクイズ。パロディネタの他、吉田戦車など交友のある作家に無理やり絵を描かせたネタもある。
- 第3セクター殺人事件
- シンメトリー事件 - 全てのページが線対称な構図で描かれている。
- 巨人対怪人
- 百八つ墓村
- いろは歌留多の謎 - 単行本化記念作品。他作品から選ばれたコマがカルタの図案として並んでいる。
- Y2Kの悲劇 - 本文部分から見返し、裏表紙にかけて掲載。